# Зеленчук 2.
Зеленчук други (рус. Зеленчук 2-й) река је која протиче источним делом Краснодарске покрајине, на југозападу европског дела Руске Федерације. Тече преко територија Гуљкевичког, Устлабинског и Тбилишког рејона. Лева је притока реке Кубањ и део басена Азовског мора. 
Свој ток започиње на југу Гуљкевичког рејона, северно од засеока Старогермановски, тече углавном у смеру запада и северозапада преко ниске равнице и улива се у Кубањ код засеока Болгово након 117 km тока. Типична је равничарска река, са спорим током и бројним прудовима у кориту иза којих се формирају мања језера. 